# Denis Berger
Pour les articles homonymes, voir Berger (homonymie).
Denis Berger, né le 11 juin 1932 à Paris 7e et mort le 6 mai 2013 à Ydes (Cantal), est un militant et dirigeant communiste et trotskiste français des années 1950 aux années 1970. Il exerce alors une influence importante sur l'extrême gauche française. Pendant la guerre d'Algérie, il est un soutien du FLN très actif. Il est d'abord instituteur. Devenu politologue à l'Université Paris-VIII, il publie plusieurs ouvrages. Il conteste notamment les positions de François Furet sur le bilan du communisme.

## Biographie

### Militant trotskiste
Denis Berger est né le 11 juin 1932 dans le 7e arrondissement de Paris.
Issu d'un milieu catholique et fils d'un partisan de l'Action française, Denis Berger s'oriente à gauche, adolescent, à la Libération.
Il est trotskiste et militant du Parti communiste internationaliste (PCI) dès 1950. Lors de la scission du PCI, il suit la minorité pabliste qui décide de quitter les organisations trotskistes pour faire de l'entrisme au Parti communiste français, auquel il adhère en 1953. Cet entrisme est possible parce qu'il n'est pas alors un militant trotskiste connu. Il devient le secrétaire de la cellule du PCF où milite l'historien Claude Mazauric, qui, plus de cinquante plus tard, le qualifie de « garçon politiquement extrêmement cultivé par rapport à moi en ce temps ».
Parallèlement, Denis Berger intègre la direction du Parti communiste internationaliste pabliste, dont il est membre du bureau politique à partir de 1955. En 1956, il est en contact avec divers oppositionnels internes au PCF, qui contestent l'intervention soviétique en Hongrie. Il est dans l'équipe du journal Tribune de discussion, avec Félix Guattari et Lucien Sebag. Ce groupe fusionne avec les militants du journal L’Étincelle, animé par Victor Leduc, Jean-Pierre Vernant et Gérard Spitzer. Les deux groupes veulent tous deux dénoncer le stalinisme et le manque de soutien du PCF aux indépendantistes algériens. Mais des divergences apparaissent dès 1957 et la découverte des activités trotskistes de Berger conduit le groupe de L’Étincelle à prendre rapidement ses distances.
En janvier 1958, Berger et Guattari fondent la revue La Voie communiste, brièvement financée par Jean-Paul Sartre avant qu'il ne découvre le trotskysme de sa direction. Aux réunions du groupe de La Voie communiste participeront de jeunes sociologues comme Pierre Bourdieu et Jean-Claude Passeron. Berger en restera le principal animateur. Il s'oppose à la direction du PCI, et notamment à Pierre Frank, défendant l'idée d'une fusion au sein d'un mouvement associant largement tous les communistes oppositionnels. Il est exclu du PCI en 1958, La Voie communiste regroupe alors quelques militants : Lucien Sebag, Gabriel Cohn-Bendit, Félix Guattari, Simon Blumenthal, Roger Frey. La publication de cette revue vaut à Berger d'être exclu du PCF en 1960.

### «Porteur de valise»
L'activité militante du groupe de La Voie communiste consiste surtout à soutenir les militants du FLN. Denis Berger est appointé par la willaya Paris-périphérie du FLN : il réunit des fonds et prépare des voyages et des planques.
Le 5 décembre 1958, Denis Berger est arrêté par la police, en compagnie de militants FLN. Berger est correctement traité et libéré le 10 décembre, faute de preuve, tandis que les militants algériens, Moussa Khebaïli, Bachir Boumaza, Hamid Benattig et d'autres, sont torturés. Ces arrestations désorganisent le FLN et ses contacts avec les militants de la Voie communiste.
Le groupe se spécialise ensuite dans l'aide à l'évasion de militants FLN emprisonnés. Denis Berger participe ainsi à la logistique de l'évasion de la prison de Fresnes du responsable FLN Bensalem le 7 janvier 1961 et au soutien d'un groupe de femmes évadées de la prison de la Roquette le 23 février 1961.
En mai 1961, pendant les pourparlers qui commencent entre le gouvernement français et le FLN à Évian, les leaders algériens prisonniers Ahmed Ben Bella, Hocine Aït Ahmed et Mohamed Khider sont transférés en résidence surveillée dans le château de La Fessardière, un manoir du village de Turquant, situé dans le Maine-et-Loire, près de Saumur. À la demande du FLN, Berger et son groupe préparent une éventuelle évasion de ces prisonniers très célèbres par le très dense réseau de galeries souterraines creusées dans le tuffeau du coteau surplombant la Loire. Mais en novembre 1961, les prisonniers sont transférés au château d'Aulnay, près de Melun et les projets d'évasion sont abandonnés.

### De la guerre du Vietnam à la LCR
Quand l'Algérie devient indépendante en 1962, Denis Berger et La Voie Communiste soutiennent Mohamed Boudiaf et son Parti de la Révolution Socialiste, plutôt que Ben Bella. En 1965, la position à tenir vis-à-vis de la querelle sino-soviétique conduit à l'éclatement du groupe de La Voie communiste et à la fin de sa publication. Denis Berger continue la publication d'une feuille très confidentielle, appelée simplement La Voie. Il s'engage à ce moment contre la guerre du Viêt-Nam, dans le Comité Vietnam National et au Tribunal Russell. Au Comité Vietnam National, il milite aux côtés de  responsables venus d'horizons divers : trotskistes, communistes, PSU, tiers-mondistes. Le Comité Vietnam National utilise notamment une formule nouvelle, les Six Heures pour le Vietnam, où la politique se mêle à la musique. Denis Berger anime par exemple, le 30 avril 1968, le meeting des Six Heures pour le Vietnam à Toulouse. Il participe ensuite aux événements de Mai 68 sans y jouer un rôle de premier plan.
En 1971-1972, avec sa compagne Michèle Riot-Sarcey, il est adhérent au PSU, au sein du courant marxiste-révolutionnaire, animé par Jacques Kergoat et Jean-Marie Vincent. Il quitte rapidement le PSU avec les militants de ce courant.
En 1975, il adhère à la Ligue communiste révolutionnaire (LCR), militant notamment avec Jean-Marie Vincent et Henri Weber. Il participe à la direction de la revue de La LCR, Critique Communiste. À partir de 1977, il anime, avec Michel Lequenne, une tendance oppositionnelle au sein de la LCR, la tendance trois (souvent appelée T3). La direction de la LCR leur reproche notamment une critique trop virulente de l'invasion de l'Afghanistan par l'URSS en 1979. Les militants de cette tendance, y compris Denis Berger, quittent la LCR en 1985. Denis Berger cesse alors de militer dans un parti politique.

### Politologue à Paris-VIII
Denis Berger est instituteur à Saint-Ouen à partir de 1954. En 1972, il entre à  l'Université Paris-VIII (Vincennes), où il fait toute sa carrière. Cette université, fondée en 1971 à la suite de Mai 68 et très politisée, est alors un bastion des intellectuels français anticolonialistes, notamment ceux engagés contre la guerre d'Algérie. Denis Berger y retrouve donc nombre de ses camarades de lutte.
Denis Berger y est d'abord chargé de cours, y enseignant l'économie politique. En 1982, il y devient assistant au département de sciences politiques. Le département de sciences politiques de Paris VIII est chronologiquement le second fondé dans une université en France, en 1970, juste après celui de Paris I et avant même la création officielle de l'université Paris-VIII. Mais, malgré cette antériorité, il garde une position assez marginale dans les années 1970, notamment comparé à Paris I et à Sciences Po. Denis Berger y soutient sa thèse de doctorat en 1988, intitulée Les partis politiques : essai méthodologique. Le cas du PCF, sous la direction de Jean-Marie Vincent. Il y obtient un poste de maître de conférences en 1989.
Tout en étant membre du Sgen-CFDT, il se consacre alors essentiellement à un travail intellectuel, publiant notamment deux ouvrages qui connaissent un certain succès : Le spectre défait. La fin du communisme ?, (1990) et, avec Henri Maler, Une certaine idée du communisme. Répliques à François Furet (1996).
Il fonde, avec Jean-Marie Vincent et Toni Negri la revue Futur antérieur, qui paraît de 1990 à 1998. De 2004 à 2007, il est directeur de publication de la revue académique Variations. Il y expose notamment ses propres expériences d'entrisme trotskiste au PCF et de soutien au FLN.
Il meurt le 6 mai 2013 à Ydes, dans le Cantal.

## Principales publications

### Ouvrages personnels
Le spectre défait: la fin du communisme ?, Editions Bernard. Coutaz, coll. « Collection Kairos », 1990, 150 p. (ISBN 978-2-87712-019-7, lire en ligne).

### Participation à des ouvrages collectifs
- Marx... ou pas ? : Réflexions sur un centenaire, Paris, EDI, 1986, 340 p.[18].
- Permanences de la Révolution: pour un autre bicentenaire, Paris, La Brèche-PEC, 1989, 310 p. (ISBN 978-2-902524-75-4).
- Michèle Riot-Sarcey (dir.), Démocratie et représentation: actes du colloque d'Albi des 19 et 20 novembre 1994, Centre culturel de l'Albigeois, Kimé, coll. « Le sens de l'histoire », 1995, 282 p. (ISBN 978-2-84174-030-7).
- Denis Berger et Henri Maler, Une certaine idée du communisme : Répliques à François Furet, Paris, Éditions du Félin, coll. « Questions d'époque », 1996, 210 p. (ISBN 978-2-86645-234-6, lire en ligne).

### Archives
- Inventaire du fonds La voie communiste conservé à La Contemporaine.